# Grande Sejm

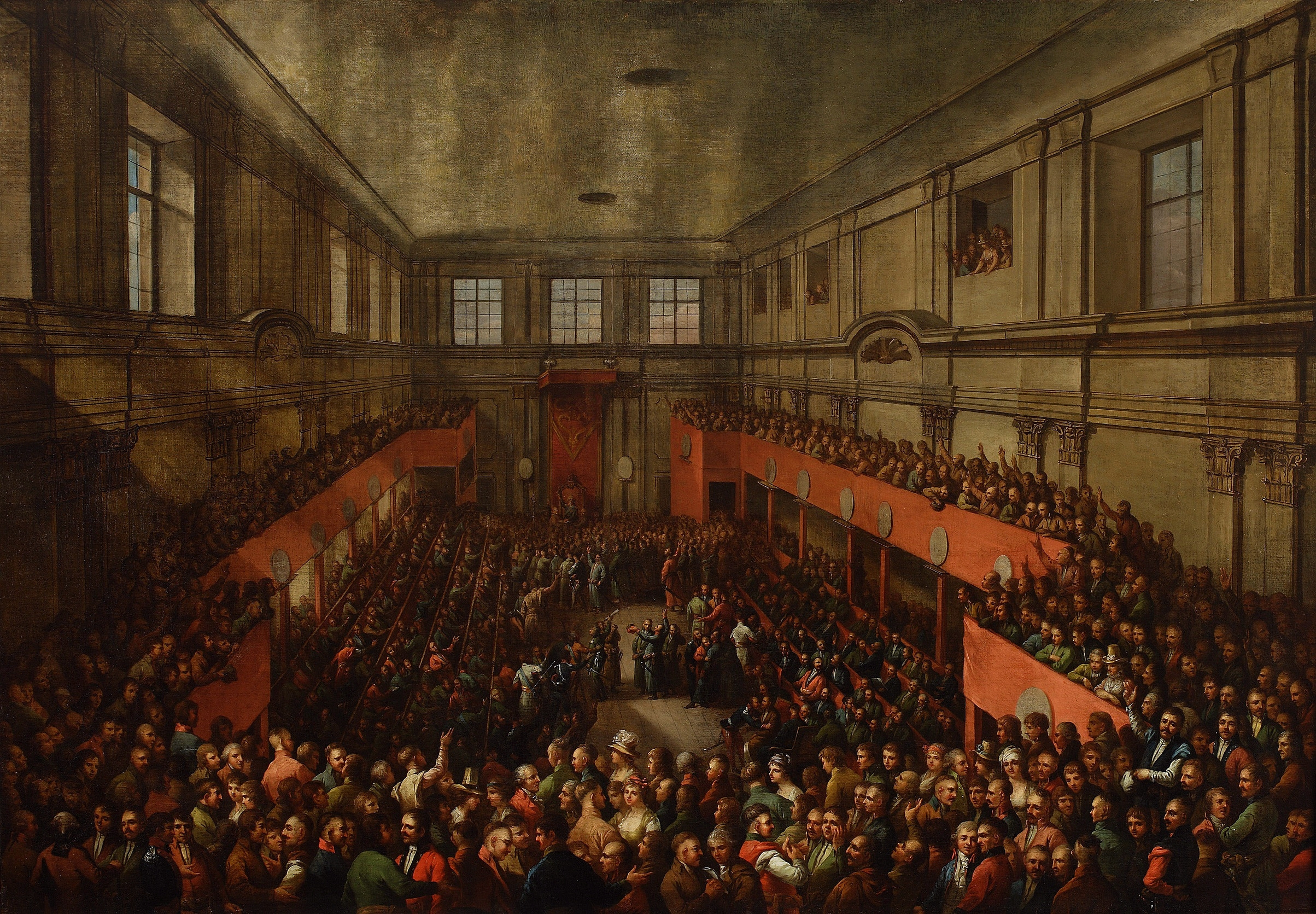
Nel 1791, il Grande Sejm del 1788-1792 approva la Costituzione polacca di maggio al Castello Reale di Varsavia

Il Grande Sejm o Sejm dei quattro anni (rispettivamente, in polacco Sejm Wielki o Sejm Czteroletni, in lituano Didysis seimas o Ketverių metų seimas) è l'assemblea parlamentare (sejm) della Confederazione polacco-lituana attiva a Varsavia tra 1788 e 1792 il cui scopo principale divenne quello di ripristinare la sovranità della Confederazione e riformarla politicamente ed economicamente.
Il grande successo del Sejm fu l'adozione della Costituzione del 3 maggio 1791, spesso descritta come la prima costituzione nazionale moderna scritta in Europa, e la seconda al mondo, dopo la Costituzione degli Stati Uniti. La Costituzione di maggio era progettata per correggere i difetti politici della Confederazione polacco-lituana e il suo sistema della cosiddetta libertà dorata. La Costituzione introdusse l'uguaglianza politica tra cittadini e nobiltà e mise i contadini sotto la protezione del governo, mitigando così i peggiori abusi del sistema della servitù della gleba. La Costituzione abolì le perniciose istituzioni parlamentari come il liberum veto, che fino ad allora aveva permesso a qualsiasi deputato in disaccordo - o magari corrotto da un interesse o da un potere straniero - di annullare tutta l'azione legislativa che era stata approvata dal sejm. La costituzione del 3 maggio cercò quindi di ridurre l'anarchia esistente favorita da alcuni dei magnati reazionari del paese, e di creare una monarchia costituzionale più egualitaria e democratica.
Le riforme istituite dal Grande Sejm e dalla Costituzione del 3 maggio 1791 furono annullate dalla Confederazione di Targowica e dall'intervento dell'Impero russo su invito dei Confederati di Targowica.

## Origini

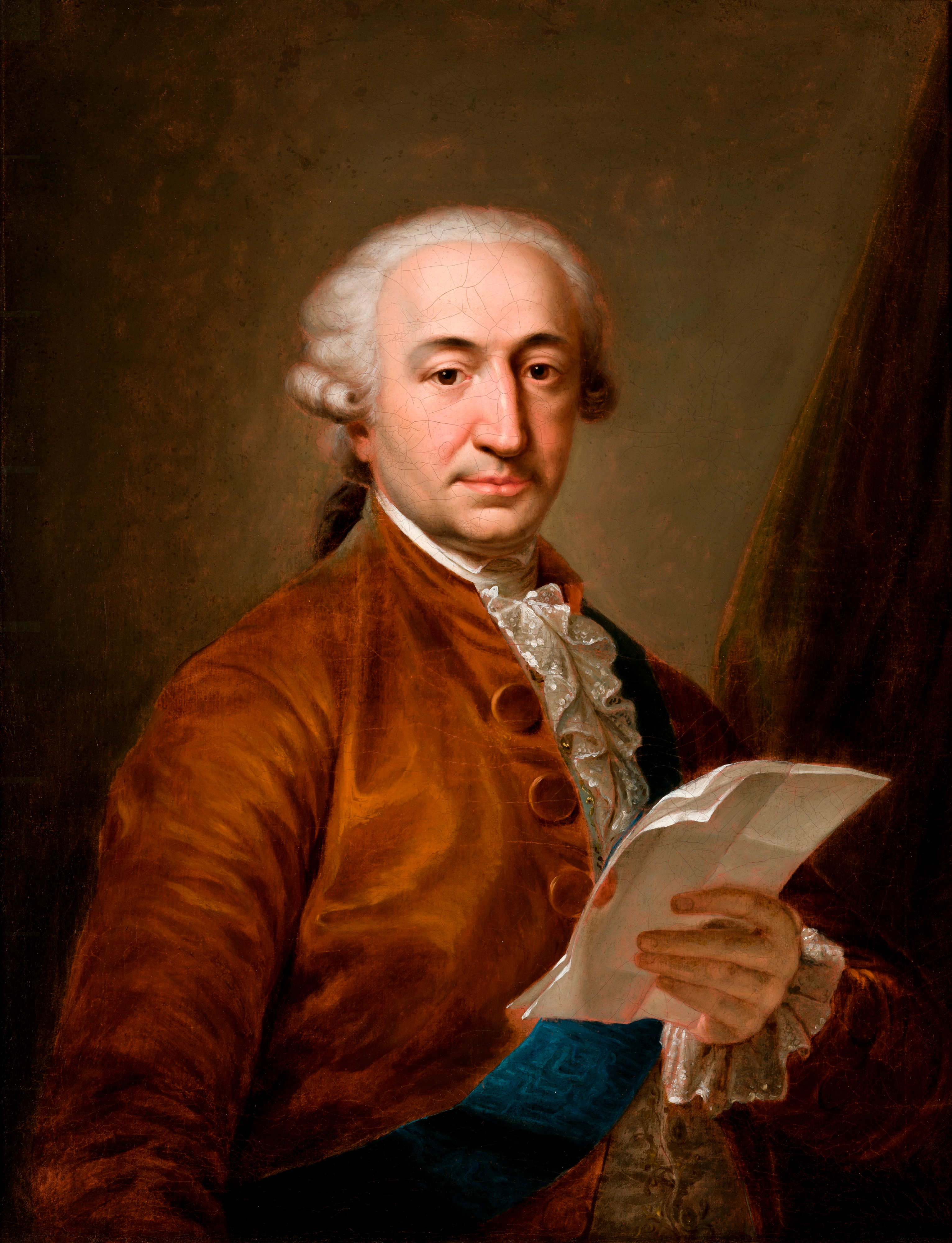
Stanisław Małachowski, Maresciallo del Grande Sejm

Le riforme del Grande Sejm rispondevano alla situazione sempre più pericolosa della Confederazione, solo un secolo prima una grande potenza europea e in effetti il più grande stato del continente.
Nel XVIII secolo la macchina statale della confederazione divenne sempre più disfunzionale; il governo era vicino al collasso, lo stato quasi all'anarchia e il paese era gestito da assemblee e magnati regionali. Molti storici ritengono che una delle principali cause del declino della confederazione fosse stata la peculiare istituzione parlamentare del liberum veto, che dal 1652 aveva permesso in linea di principio a qualsiasi deputato del Sejm di annullare tutta legislazione che era stata adottata dal Sejm. All'inizio del XVIII secolo, i magnati di Polonia e Lituania controllavano lo stato - o meglio, riuscirono a garantire che non sarebbero state intraprese riforme che avrebbero potuto indebolire il loro status privilegiato (la "Libertà dorata").
La questione non era stata risolta dagli inefficienti monarchi eletti al trono della confederazione intorno all'inizio del XVIII secolo, né dai paesi vicini, che si accontentarono dello stato deteriorato degli affari della confederazione e detestavano l'idea di una potenza risorgente e democratica oltre i loro confini.
Il movimento culturale europeo dell'Illuminismo aveva acquisito grande influenza in alcuni circoli della confederazione durante il regno del suo ultimo re, Stanislao II Augusto Poniatowski (1764-95), che coincideva grosso modo con la diffusione dell'Illuminismo in Polonia. Nel 1772, la prima partizione della Polonia, la prima delle tre divisioni settecentesche del territorio della confederazione che alla fine cancellò la Polonia dalla mappa dell'Europa, scioccò gli abitanti della confederazione e chiarì alle menti progressiste che la confederazione doveva essere riformata o sarebbe perita.
Negli ultimi tre decenni precedenti al Grande Sejm, ci fu un crescente interesse tra i pensatori progressisti circa una riforma costituzionale. Anche prima della prima partizione, un nobile polacco, Michał Wielhorski, un inviato della confederazione degli avvocati, era stato inviato per chiedere ai filosofi francesi Gabriel Bonnot de Mably e Jean-Jacques Rousseau di offrire suggerimenti su una nuova costituzione per una nuova Polonia

 Mably aveva presentato le sue raccomandazioni (Du gouvernement et des lois en Pologne) nel 1770-1771; Rousseau aveva terminato le sue considerazioni sul governo della Polonia nel 1772, quando la prima partizione era già in corso. Opere notevoli che sostenevano la necessità di riformare e presentare soluzioni specifiche furono pubblicate nella confederazione stessa da pensatori polacchi-lituani come:
- Stanislao Konarski, fondatore del Collegium Nobilium ("Sulla condotta effettiva dei dibattiti nei Sejm ordinari", 1761-1763);
- Józef Wybicki, compositore dell'Inno nazionale polacco ("Pensieri politici sulle libertà civili", 1775, "Lettere patriottiche", 1778-1778);
- Hugo Kołłątaj, capo del partito Kuźnica Kołłątajowska ("Lettere anonime a Stanisław Małachowski", 1788-1789, "La legge politica della nazione polacca", 1790); e
- Stanisław Staszic ("Note sulla vita di Jan Zamoyski", 1787).[13]

Considerate anche cruciali per dare alle imminenti riforme il loro sostegno morale e politico sono state le satire di Ignacy Krasicki dell'epoca del Grande Sejm.

## Attività

### 1789 - 1790

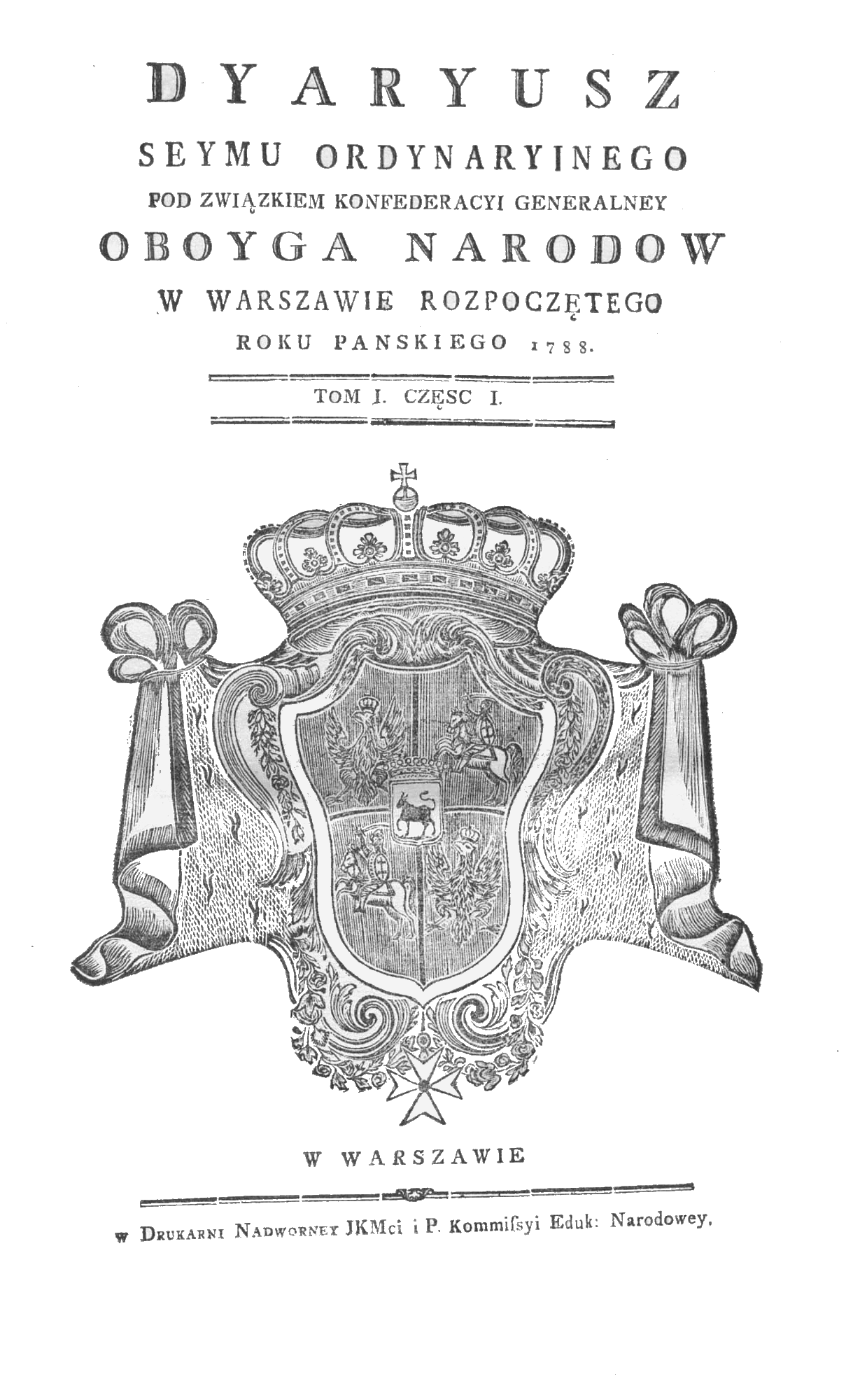
Diario ufficiale del Grande Sejm

Una grande occasione di riforma sembrò presentarsi durante il sejm del 1788-92, che aprì i lavori il 6 ottobre 1788 con 181 deputati e dal 1790 - nelle parole del preambolo della Costituzione del 3 maggio - incontrò "in doppio numero", quando 171 deputati Sejm di nuova elezione si unirono al Sejm precedentemente costituito. Il secondo giorno il Sejm si trasformò in un "sejm confederato" (sejm skonfederowany) per renderlo immune alla minaccia del liberum veto. La zarina Caterina II di Russia aveva dato l'approvazione al sejm della confederazione qualche tempo prima, considerando che la riuscita di questo Sejm avrebbe potuto essere necessaria se la Russia avesse avuto bisogno dell'aiuto polacco nella lotta contro l'Impero ottomano. Stanisław Małachowski, uno statista rispettato sia dalla maggior parte delle fazioni, fu eletto come Maresciallo del Sejm.
Molti sostenitori delle riforme furono riuniti nel Partito Patriottico (Stronnictwo Patriotyczne). Questo gruppo ricevette sostegno da tutti gli strati della società polacco-lituana, dalle élite sociali e politiche, compresi alcuni magnati aristocratici, gli scolopi e i cattolici illuministi, fino alla sinistra radicale. L'ala conservatrice o di destra del partito, guidata da magnati progressisti come Ignacy Potocki, suo fratello Stanisław Kostka Potocki e il principe Adam Kazimierz Czartoryski, cercò l'alleanza con la Prussia e sostenne l'opposizione a re Poniatowski. I centristi del partito patriottico, tra cui Stanisław Małachowski, desideravano un accordo con il Re. L'ala della sinistra liberale (i giacobini polacchi), guidata da Hugo Kołłątaj (corrente nota anche come "Kuźnica Kołłątajowska"), cercava appoggio per la popolazione di Varsavia. Anche se il re Poniatowski sosteneva anche alcune riforme, inizialmente non fu alleato di questa fazione, rappresentata da Potocki, che preferiva una forma repubblicana di governo.
Gli eventi nel mondo sembravano giocare a favore dei riformatori. Gli stati confinanti con la Polonia erano troppo occupati dalle guerre per intervenire con la forza in Polonia, essendo Russia e Austria impegnate nelle ostilità con l'Impero Ottomano (la guerra russo-turca e la guerra austro-turca); inoltre i russi si trovarono a combattere la Svezia (la guerra russo-svedese). All'inizio, il re Poniatowski e alcuni riformatori speravano di ottenere il sostegno russo per le riforme; cercarono di attirare la Polonia nell'alleanza austro-russa, vedendo una guerra con gli ottomani come un'opportunità per rafforzare la confederazione. A causa della politica interna russa, questo piano non venne attuato. Respinta dalla Russia, la Polonia si rivolse a un altro potenziale alleato, la Triplice alleanza, rappresentata nella scena diplomatica polacca principalmente dal Regno di Prussia. Questa linea ottenne il sostegno di politici polacchi come Ignacy Potocki e Adam Kazimierz Czartoryski. Con la nuova alleanza polacco-prussiana che sembrava fornire sicurezza contro l'intervento russo, il re Poniatowski si avvicinò ai leader del partito patriottico riformista. Questa alleanza fu anche aiutata dal fatto che le elezioni del 1790 furono più favorevoli alla fazione realista che quella di Potocki; e la fazione conservatrice ottenne abbastanza nuovi posti per minacciare i riformatori se fossero rimasti divisi. Con la mediazione di Scipione Piattoli, Potocki e Poniatowski iniziarono a raggiungere un accordo su un approccio monarchico più costituzionale e iniziarono a redigere un documento costituzionale.
Nel complesso, i primi due anni del Sejm trascorsero con poche importanti riforme e fu la seconda metà della durata del Sejm a portare grandi cambiamenti.

### 1791 - 1792

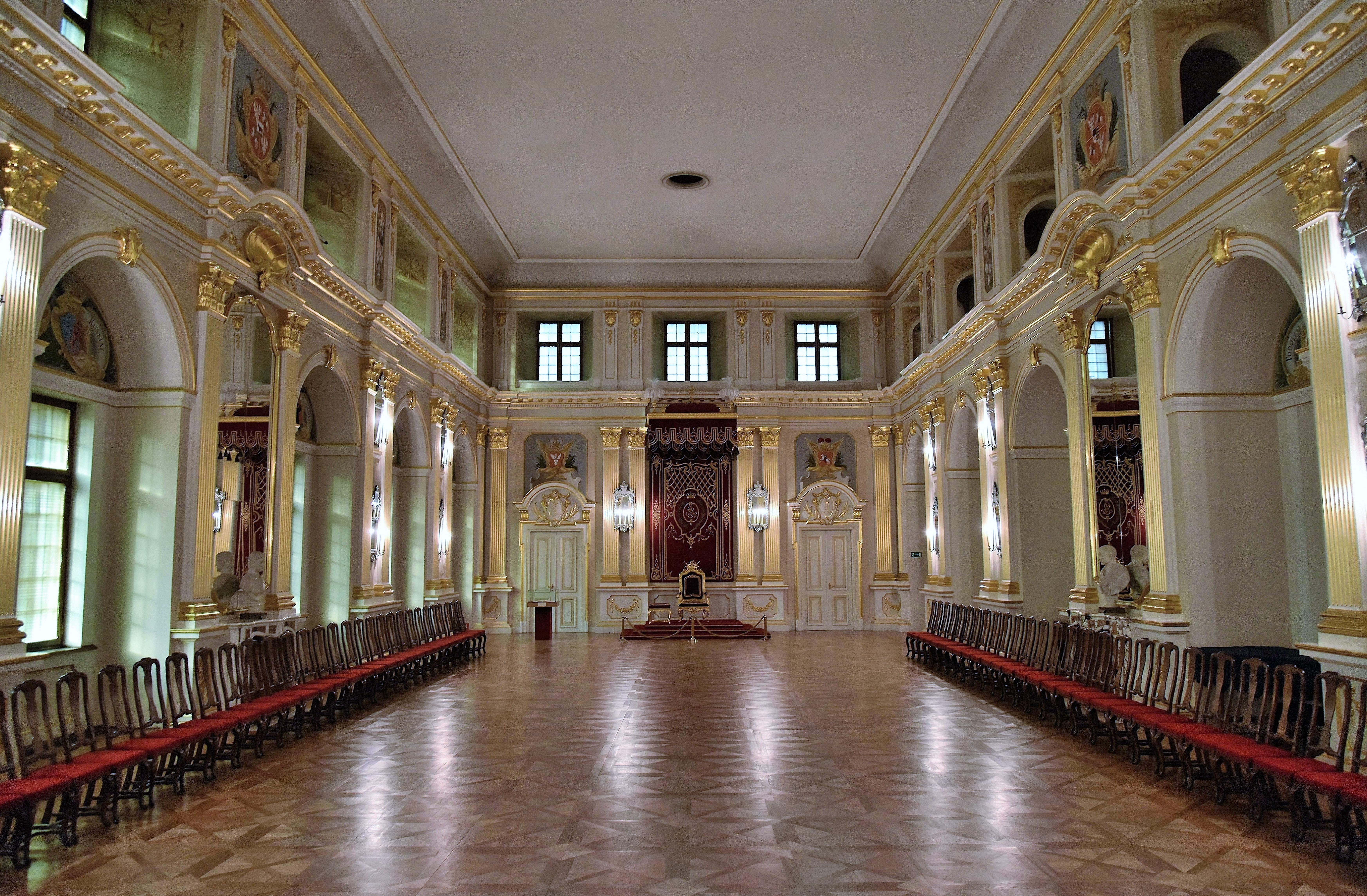
Castello Reale di Varsavia, sala del Senato, dove fu adottata la Costituzione del 3 maggio

Le elezioni dell'autunno del 1790 portarono un nuovo gruppo di deputati che si unì a quelli già eletti. Fu eletto un secondo maresciallo del Sejm (Kazimierz Nestor Sapieha). Poiché Małachowski era visto come associato ai riformatori, Sapieha inizialmente era considerato un conservatore, anche se in seguito avrebbe cambiato posizione e si sarebbe unito ai riformatori. Il numero raddoppiato di deputati superava la capacità delle camere del parlamento, e non tutti i deputati potevano assicurarsi un seggio; anche l'interesse pubblico crebbe e l'intero edificio e le gallerie di osservazione erano spesso sovraffollate.
Mentre il Sejm comprendeva solo rappresentanti della nobiltà e del clero, i riformatori furono sostenuti dai borghesi (cittadini), che nell'autunno del 1789 organizzarono una Processione nera (Czarna procesja), dimostrando il loro desiderio di essere parte del processo politico. Prendendo spunto da eventi simili in Francia, e temendo che se le richieste dei cittadini non fossero state soddisfatte, le loro proteste pacifiche potessero diventare violente, il Sejm del 18 aprile 1791 adottò una legge che si occupava dello status delle città e dei diritti della borghesia (la Legge delle libere città reali, Miasta Nasze Królewskie wolne w państwach Rzeczypospolitej). Insieme alla legislazione sui diritti di voto (la Legge sui Sejmiks del 24 marzo 1791), essa fu incorporata nella costituzione finale.
La nuova Costituzione era stata redatta dal re, con contributi di altri, tra cui Ignacy Potocki e Hugo Kołłątaj. Il re fu autore delle disposizioni generali, e Kołłątaj diede al documento la sua forma definitiva. Poniatowski mirava a una monarchia costituzionale simile a quella dell'Inghilterra, con un governo centrale forte basato su un monarca forte. Potocki voleva rendere il parlamento (Sejm) il più potente delle istituzioni statali, e Kołłątaj era per una rivoluzione sociale "mite", che includesse altre classi oltre alla nobiltà dominante fino ad allora, ma senza un rovesciamento violento del vecchio ordine.
Le riforme furono contrastate da elementi conservatori, incluso il Partito degli Hetman (Stronnictwo hetmańskie) anche detto partito dei magnati. I difensori della riforma, minacciati dalla violenza dei loro oppositori, riuscirono ad anticipare il dibattito sulla nuova Costituzione di due giorni rispetto al 5 maggio originale, mentre molti deputati contrari erano ancora lontani per la pausa pasquale. Il conseguente dibattito e l'adozione della Costituzione del 3 maggio si svolsero quasi in una situazione di colpo di Stato: i messaggi di richiamo non furono inviati a noti oppositori della riforma, mentre molti deputati pro-riforma arrivarono più presto e in segreto, e la guardia reale si posizionò attorno al Castello Reale, dove si riuniva il Sejm, per impedire ai sostenitori russi di interrompere i lavori. Il 3 maggio il Sejm vide la presenza di soli 182 membri, circa la metà del suo numero "doppio" (o un terzo, se si contavano tutti gli individui ammessi a partecipare al procedimento, tra cui il Senato e il re). Il disegno di legge fu letto e adottato in modo schiacciante, con l'entusiasmo della folla radunata all'esterno.
Il lavoro del Grande Sejm non si concluse con l'adozione della Costituzione. Il Sejm continuò a discutere e approvare la legislazione basandosi su e chiarendo quel documento. Tra gli atti più degni di nota dopo il 3 maggio ci fu la Deklaracja Stanów Zgromadzonych (Dichiarazione degli Stati dell'Assemblea) del 5 maggio 1791, che confermava la legge del governo adottata due giorni prima, e la Zaręczenie Wzajemne Obojga Narodów (Garanzia reciproca di due nazioni, cioè, della Corona di Polonia e del Granducato di Lituania) del 22 ottobre 1791, affermando l'unità e l'indivisibilità della Polonia e del Granducato all'interno di un singolo stato, e la loro pari rappresentanza negli organi statali. La Dichiarazione reciproca rafforzò l'unione polacco-lituana, mantenendo intatti molti aspetti federali dello stato.
Il Sejm fu sciolto il 29 maggio 1792. In quel giorno, poco dopo aver appreso che l'esercito russo aveva invaso la Polonia, il Sejm diede la posizione di comandante in capo al re e votò per porre fine alla sessione.

## Eventi successivi
Poco dopo si formò il gruppo degli Amici della Costituzione (Zgromadzenie Przyjaciół Konstytucji Rządowej), considerati il primo partito politico polacco, che incluse molti partecipanti al Grande Sejm, al fine di difendere le riforme già attuate e per promuoverne altre. La risposta alla nuova Costituzione fu meno entusiastica nelle province, dove il Partito degli Hetman esercitava un'influenza più forte. Le riforme del Grande Sejm furono abbattute dalla Confederazione di Targowica e dall'intervento dell'Impero russo. Il 23 novembre 1793 il Sejm di Grodno annullò tutti gli atti del Grande Sejm, compresa la Costituzione del 3 maggio 1791.